# Szpital miejski w Nowej Rudzie
Szpital miejski w Nowej Rudzie – wybudowany w 1879 r. w Nowej Rudzie.

## Historia
Szpital powstał obok starszego (Städtische Krankenhaus) z 1855 r., w którym pracowały siostry franciszkanki. Nowy szpital nazwany Maria-Hilf zbudowano z neogotycką kaplicą. W niej znajdował się ołtarz wyrzeźbiony przez Markgrafa z Monachium. Stary szpital funkcjonował do lat 60. XIX w. W Nowej Rudzie od 1911 r. istniał szpital bracki. W 1985 r. po remoncie północno-wschodnie skrzydło spłonęło. Po pożarze w obiekcie były przychodnie lekarskie i administracja. 
Obecnie budynek jest w rękach prywatnych. 28 września 2018 r. spalił się dach skrzydła południowego zachodniego. Pożar gasiło 14 jednostek straży pożarnej. Szkielet spalonej wieżyczki został usunięty przez strażaków.